# John Atkins
John Atkins (1685-1757) fue un escritor y cirujano naval inglés. Atkins fue uno de los primeros científicos en proponer la teoría poligenista de los orígenes humanos. En su libro A Voyage to Guinea dijo: «Estoy convencido de que la raza blanca y la negra han surgido de padres de diferentes colores».

## Biografía
Atkins recibió su educación profesional como aprendiz de cirujano e inmediatamente ingresó en la marina. En 1711, sirvió en el buque de guerra HMS Lion en la batalla de Vigo. En febrero de 1721, Atkins zarpó de Spithead hacia la costa de Guinea con el Swallow y el Weymouth, enviados para acabar con la piratería en la costa occidental de África. Visitaron Sierra Leona, Wydah, Gabón, Elmina, y capturaron en Cabo López 270 piratas. Navegaron hasta Brasil y las Indias Occidentales, donde en Port Royal un huracán se llevó los mástiles. En abril de 1723, los barcos regresaron a Inglaterra y fueron licenciados. Atkins no logró conseguir otro barco y se dedicó a escribir libros.
Atkins publicó dos libros. El primero, The Navy Surgeon, es un tratado general sobre cirugía. El segundo, publicado en 1735, se tituló Un viaje a Guinea, Brasil y las Indias Occidentales. Describe el viaje del Swallow y el Weymouth, y está lleno de información interesante sobre el comercio de esclavos y la historia natural de la Costa de Oro. Muestra que no había evidencia de un canibalismo general en ninguna tribu, pero menciona cómo el capitán de un barco de esclavos hizo que un africano esclavizado comiera el hígado de otro como castigo. 